# Francisco García Luna Peinado
Francisco García Luna Peinado (Badajoz, 28 de septiembre de 1766 – Madrid, 1824) fue un hacendista y político español.

## Biografía
Hacendista pacense que desarrolla una rápida carrera administrativa que le lleva a ser en 1802 funcionario del Almacén General, contador de Juros y oficial general de Hacienda, ascendiendo después a oficial de quinta categoría, en 1805 y siendo secretario del Rey, diputado de Cientos y comisario de Millones en 1807. Fue con carácter interino entre abril y diciembre de 1815 secretario del Despacho de Hacienda. 